# Сутер, Фергус
Фе́ргус Су́тер (англ. Fergus Suter; 21 ноября 1857 — 31 июля 1916), также известный как Фе́рги Су́тер (англ. Fergie Suter) — шотландский футболист. Уроженец Глазго, Сутер играл в футбол за шотландский клуб «Партик», а летом 1878 года стал игроком английского клуба «Дарвен». Два года спустя перешёл в «Блэкберн Роверс», в составе которого выиграл три Кубка Англии. Сутер считается первым профессиональным футболистом в истории.

## Футбольная карьера
Сутер родился в Глазго в 1857 году. Работал каменщиком, как и его отец. В выходные играл в футбол за местный шотландский клуб «Партик». Однако после банкротства банка Глазго в октябре 1878 года он потерял работу. Сутер попытался перейти в «Рейнджерс», другой клуб из Глазго, но получил отказ. К тому моменту другой шотландский игрок Джимми Лав (англ. Jimmy Love), с которым Сутер вместе играл за «Партик», уже играл за английский клуб «Дарвен» из графства Ланкашир. Сутер написал письмо клубному секретарю «Дарвена» Тому Хиндлу, в котором изъявил желание стать игроком ланкаширской команды. Фергус уже был известен в Англии, так как сыграл за «Партик» в матчах против «Дарвена» и «Блэкберн Роверс». Получив согласие на переход, Сутер присоединился к Джимми Лаву в «Дарвене».
В то время футбол в Англии и Шотландии был исключительно любительским — игрокам не платили за их выступления. Однако после переезда в Англию Сутер больше не работал каменщиком, заявив, что из-за работы с «ланкаширским камнем» его руки «опухают». В реальности он не работал, так как ему платили за выступления за «Дарвен», хотя клубный секретарь Том Хиндл это категорически отрицал. Таким образом, Сутер (и, возможно, Джимми Лав) стал одним из первых «профессиональных футболистов», получавших деньги за игру, хотя и неофициально. Арчи Хантер прямо называл Сутера первым профессиональным футболистом.
До перехода Сутера в «Дарвен» футбольная тактика английских команд чаще всего сводилась к «дриблингу», когда один игрок пытался за счёт техники пройти к воротам соперника, а его одноклубники бежали за ним плотным строем, готовые в случае потери мяча товарищем начать собственный «дрибинг». В Шотландии же многие команды уже начали практиковать «игру в пас», в которой акцент делался на создании свободных зон и растягивании обороны соперника за счёт быстрых передач мяча партнёрам. Хотя Сутер был игроком, а не тренером, именно он обучил своих новых партнёров по «Дарвену» инновационной для Англии «игре в пас». В 1879 году «Дарвен» выиграл первый в истории Большой кубок Ланкашира. В том же году команда дошла до четвертьфинала Кубка Англии, в котором после упорной борьбы и двух переигровок проиграла клубу «Олд Итонианс». Сутер выступал за «Дарвен» на протяжении двух сезонов, став капитаном команды, но в 1880 году перешёл в «Блэкберн Роверс», предложивший ему больше денег за выступления.
В 1882 году Сутер в составе «Блэкберна» сыграл в финале Кубка Англии, но его команда проиграла «Олд Итонианс». Однако в дальнейшем «Блэкберн Роверс» добился успеха в турнире, выиграв три Кубка Англии (в 1884, 1885 и 1886 годах) с Фергусом Сутером в своём составе.
К моменту основания Футбольной лиги Англии в 1888 году футбольная карьера Сутера подошла к завершению. Он провёл за «Блэкберн Роверс» единственную игру в Футбольной лиге 22 декабря 1888 года — это был матч против «Вест Бромвич Альбион», в котором Сутер был вратарём. В целом он был игроком-универсалом, выступая на разных позициях на футбольном поле, хотя чаще всего играл на позиции защитника (англ. Full-back).
После завершения футбольной карьеры управлял отелями в Дарвене. Умер от рака в Блэкпуле в 1916 году в возрасте 58 лет.

## Экранизация
Ферги Сутер стал одним из главных персонажей мини-сериала Netflix «Игра родом из Англии», вышедшего в марте 2020 года. Сутера сыграл шотландский актёр Кевин Гатри. В мини-сериале есть ряд расхождений с реальностью. Так, в нём Сутер работал на фабрике, тогда как в реальности он был каменщиком. Также в сериале Ферги переходит в некий клуб «Блэкберн», хотя в реальности было два «Блэкберна»: «Блэкберн Роверс», куда на самом деле перешёл Сутер, и «Блэкберн Олимпик», выигравший Кубок Англии 1883 года у «Олд Итонианс». Именно «Блэкберн Олимпик» (а не «Блэкберн Роверс») стал первым клубом — обладателем Кубка Англии, состоявшим из представителей рабочего класса, а не из аристократии, к тому же игравшим в комбинационный футбол. Сутер не выиграл финал Кубка Англии у «Олд Итонианс», а, напротив, проиграл его в 1882 году. Позднее он всё же выиграл три Кубка Англии в составе «Роверс», однако с «Олд Итонианс» в финалах он больше не встречался.

## Достижения
Дарвен
- Обладатель Большого кубка Ланкашира: 1879

Блэкберн Роверс
- Обладатель Кубка Англии: 1884, 1885, 1886
- Финалист Кубка Англии: 1882